# Melancholia (Marta Bijan)
Melancholia è l'album di debutto della cantante polacca Marta Bijan, pubblicato il 21 settembre 2018 su etichetta discografica Sony Music Entertainment Poland.

## Tracce
1. Ciemno – 2:42
2. Milcząc – 3:46
3. Poza mną – 3:53
4. Szklany klosz – 3:23
5. Chciałam – 4:05
6. Mówiłeś – 3:22
7. Acedia – 4:05
8. Śpiąca królewna – 3:59
9. Nie potrafię – 4:08
10. Lot na Marsa – 3:16
11. Pod gołym niebem – 3:54
12. Nasze miejsce – 3:36
13. Poza mną (versione acustica) – 3:28

## Classifiche
| Classifica (2018) | Posizione massima |
| ----------------- | ----------------- |
| Polonia           | 29                |